# Buenaventura
Buenaventura – miasto w Kolumbii, w departamencie Valle del Cauca, nad Pacyfikiem. Osada została założona w 1540.
Siedziba rzymskokatolickiej diecezji Buenaventura. Ośrodek przemysłowy m.in. przemysł spożywczy i skórzany. Ważny port handlowy i węzeł komunikacyjny, w mieście znajduje się port lotniczy Buenaventura. W okolicy wydobycie złota i platyny.
W tym mieście urodził się piłkarz grający w polskiej lidze piłki nożnej Manuel Arboleda.